# Асен Пешков
Асен Георгиев Пешков е български офицер, генерал-майор от МВР.

## Биография
Роден е на 15 септември 1936 г. във врачанското село Руска Бела. От 13 юни 1966 г. е разузнавач към II управление на Държавна сигурност. От 22 април 1968 г. е старши разузнавач, а 17 октомври същата година е разузнавач IV степен. От 4 март 1969 г. е заместник-началник на отделение, а от 21 декември 1970 г. е началник на отделение. Между 1975 и 1978 г. е заместник началник на отдел, а от 1978 до 1985 г. е началник на отдел. В периода 11 септември 1985 – 27 април 1988 г. е заместник-началник на управление-IV „Икономическо“. От 16 януари до март 1987 г. изкарва двумесечен курс в Школата на КГБ в Москва. От 27 април до 1 ноември 1988 г. е първи заместник-началник на IV управление на ДС. От 1 ноември 1988 до 1 април 1990 г. е началник на Областното управление на МВР в Михайловград (Монтана). Награждаван е с орден „Народна република България“ – I степен за участие във Възродителния процес.